# Ротенбург ан дер Фулда
Ротенбург ан дер Фулда (њем. Rotenburg an der Fulda) град је у њемачкој савезној држави Хесен. Једно је од 20 општинских средишта округа Херсфелд-Ротенбург. Према процјени из 2010. у граду је живјело 13.753 становника. Посједује регионалну шифру (AGS) 6632018, NUTS (DE733) и LOCODE (DE RBF) код.

## Географски и демографски подаци
Ротенбург ан дер Фулда се налази у савезној држави Хесен у округу Херсфелд-Ротенбург. Град се налази на надморској висини од 183 метра. Површина општине износи 79,8 km². У самом граду је, према процјени из 2010. године, живјело 13.753 становника. Просјечна густина становништва износи 172 становника/km².

## Међународна сарадња
| Мјесто    | Држава               | Врста сарадње | Од    |
| --------- | -------------------- | ------------- | ----- |
| Гедлинг   | Уједињено Краљевство | партнерство   | 1978. |
|           | Француска            | партнерство   | 1976. |
| Ротенбург | Швајцарска           | контакт       | 2000. |
| Извор     |                      |               |       |